# Piaggio P.119
Piaggio P.119 — італійський експериментальний винищувач часів Другої світової війни. Він мав відносно нову компонування з «закопаним» радіальним двигуном, встановленим посередині фюзеляжу. Лише один прототип був побудований до перемир'я між Італією та союзними збройними силами, яке завершило проєкт.

## Технічні характеристики (P. 119)[1]

### Загальна характеристика
- Екіпаж: один
- Довжина: 9,7 м (31 фут 10 дюймів)
- Розмах крил: 13 м (42 фути 8 дюймів)
- Висота: 2,9 м (9 футів 6 дюймів)
- Площа крила: 27,8 м2 (299 кв. футів)
- Вага порожнього: 2438 кг (5375 фунтів)
- Вага брутто: 4091 кг (9019 фунтів)
- Ємність паливного бака: 1000 л (220 імп галонів; 260 галонів США)
- Силова установка: 1 × Piaggio P.XV RC.45 18-цил. радіально-поршневий двигун з повітряним охолодженням, 1120 кВт (1500 к.с.)

### Продуктивність
- Максимальна швидкість: 644 км/год (400 миль/год, 348 вузлів) на висоті 6795 м (22300 футів)
- Дальність: 1513 км (940 миль, 817 морських миль)
- Максимальна робоча стеля: 12 603 м (41 348 футів)
- Час досягнення висоти: 3050 м (10000 футів) за 3 хвилини 15 секунд
- Навантаження на крило: 147 кг/м2 (30 фунтів/кв. фут)
- Потужність/маса: 0,27 кВт/кг (0,17 к.с./фунт)

### Озброєння
- Гармати: *1 × 20 мм (0,787 дюйма) гармата Breda-SAFAT
- 4 × 12,7 мм (0,500 дюйма) кулемет Breda-SAFAT